# Dinámica del vuelo (aeronaves de ala fija)
Dinámica de vuelo es la ciencia que estudia la orientación y el control de un vehículo aéreo. Los tres parámetros más importantes de la dinámica del vuelo son los tres ángulo de rotación en las tres dimensiones del espacio alrededor del centro de masa del cuerpo, denominados ángulos de cabeceo, alabeo y guiñada.
Los ingenieros aeroespaciales desarrollan sistemas de control que ayudan a orientar un vehículo (modificar o mantener su actitud). Los sistemas de control incluyen actuadores, los cuales ejercen fuerzas en varias direcciones para generar momentos o fuerzas rotacionales sobre el centro aerodinámico de la aeronave, y así rotar la aeronave con respecto a los eje X, Y o Z.
El alabeo, cabeceo y la guiñada (véase Mandos de vuelo) se refieren a rotaciones sobre los ejes de referencia con respecto a una posición de equilibrio: normalmente, vuelo rectilíneo y uniforme.  El ángulo de alabeo (bank angle, en inglés) está definido como el ángulo de nivel de las alas, es decir, la inclinación que tienen las alas con respecto a los ejes Tierra. La guiñada (yaw angle, en inglés) es el ángulo de rumbo. El ángulo de cabeceo (en inglés, pitch angle) es el ángulo al que está inclinado el morro del avión.
El convenio más común en aeronáutica define el alabeo positivo con el ala derecha hacia abajo.  La guiñada es considerada positiva con el morro hacia la derecha y el cabeceo es positivo con el morro hacia arriba.
Una aeronave de ala fija incrementa o disminuye la sustentación mediante la variación de su ángulo de ataque (AOA) y por consiguiente, su ángulo de cabeceo.

### Sistemas de referencia
El sistema de referencia más usado es un sistema de ejes cartesiano positivo a derechas. Existen varios sistemas de referencia usados:
| Sistema inercial topocéntrico | Sistema inercial topocéntrico                         |
| Símbolo                       | Nombre                                                |
| ----------------------------- | ----------------------------------------------------- |
| {\displaystyle O_{E}}         | Cualquier punto de la superficie terrestre            |
| {\displaystyle X_{E}}         | En dirección norte                                    |
| {\displaystyle Y_{E}}         | En dirección este                                     |
| {\displaystyle Z_{E}}         | Completa un triedro a derechas (dirigido hacia abajo) |

| Sistema de ejes horizonte local | Sistema de ejes horizonte local                                                                          |
| Símbolo                         | Nombre                                                                                                   |
| ------------------------------- | --- |
| {\displaystyle O_{H}}           | Centro de masas del vehículo                                                                             |
| {\displaystyle X_{H}}           | Paralelo al eje {\displaystyle X_{E}} del sistema inercial topocéntrico                                  |
| {\displaystyle Y_{H}}           | Paralelo al eje {\displaystyle Y_{E}} del sistema inercial topocéntrico                                  |
| {\displaystyle Z_{H}}           | Completa un triedro a derechas (paralelo al eje {\displaystyle Z_{E}} del sistema inercial topocéntrico) |

El plano {\displaystyle X_{H}-Y_{H}} es el plano horizontal local.
En muchas aplicaciones de la dinámica del vuelo, el sistema de ejes de horizonte local está supuesto para ser inercial con respecto a un plano {\displaystyle X_{E},Y_{E}} y el avión, aunque también puede ser considerado un sistema de coordenada esférico con origen en el centro de la Tierra.
Los otros dos sistemas son fijos con respecto al cuerpo, con el origen moviéndose junto con la aeronave. De forma usual el origen se sitúa en el centro de gravedad. Para una aeronave simétrica, pueden ser definidos como:
| Sistema de ejes cuerpo | Sistema de ejes cuerpo |
| Símbolo                | Nombre |
| ---------------------- | --- |
| {\displaystyle O_{b}}  | Centro de masas del avión |
| {\displaystyle X_{b}}  | Contenido en el plano de simetría del avión, según una línea de referencia longitudinal y dirigido hacia el morro                    |
| {\displaystyle Z_{b}}  | Contenido en el plano de simetría del avión, ortogonal a {\displaystyle X_{b}}, y dirigido hacia abajo en la actitud normal de vuelo |
| {\displaystyle Y_{b}}  | Completa un triedro a derechas (es ortogonal al plano de simetría, dirigido según el ala derecha del avión)                          |

| Sistema de ejes viento | Sistema de ejes viento                                                                            |
| Símbolo                | Nombre                                                                                            |
| ---------------------- | ------------------------------------------------------------------------------------------------- |
| {\displaystyle O_{W}}  | Centro de masas del avión                                                                         |
| {\displaystyle X_{W}}  | Dirigido según el vector velocidad aerodinámica y en su mismo sentido                             |
| {\displaystyle Z_{W}}  | Contenido en el plano de simetría del avión, y dirigido hacia abajo en la actitud normal de vuelo |
| {\displaystyle Y_{W}}  | Completa un triedro a derechas (dirigido según el ala derecha del avión)                          |

Las aeronaves que no son simétricas tienen sistemas de referencia definidos de forma análoga, pero con convenios diferentes para definir la dirección de los ejes {\displaystyle X} y {\displaystyle Z}.
El sistema de horizonte local es un sistema conveniente para expresar  la cinemática traslacional y rotacional de la aeronave. Además, tras algunas suposiciones, puede considerarse inercial. En este sistema de coordenadas el peso siempre actúa en la dirección positiva del eje {\displaystyle Z_{E}}.
El sistema de ejes cuerpo también es de interés porque los ejes permanecen fijos con respecto a la aeronave. Esto significa que la orientación relativa de la Tierra y los ejes describen la actitud de la aeronave. También, la dirección de la fuerza de empuje es generalmente fija en este sistema de coordenadas, aunque no tiene por qué darse siempre.
El sistema de ejes viento es conveniente para expresar  las fuerzas aerodinámicas y los momentos que actúan en una aeronave. En particular, la fuerza aerodinámica neta puede ser dividida en componentes a lo largo de los estos ejes, con la fuerza de resistencia aerodinámica en la dirección negativa del eje {\displaystyle X_{W}} y la sustentación en la dirección negativa del eje {\displaystyle Z_{W}}.